# Кубок наций 2001 (снукер)
Кубок наций по снукеру 2001 (англ. Nations Cup 2001) — профессиональный нерейтинговый снукерный турнир, который проходил с 13 по 21 января 2001 года. Победителем турнира стала сборная Шотландии, обыгравшая в финале сборную Ирландии со счётом 6:2. Это был последний розыгрыш турнира перед десятилетним перерывом.
Спонсором турнира выступила компания Coalite.

## Результаты

### Групповая стадия
- Шотландия 4:2 Мальта
- Англия 4:1 Китай
- Уэльс 4:1 Таиланд
- Северная Ирландия 4:3 Ирландия
- Таиланд 4:1 Мальта
- Ирландия 4:3 Англия
- Китай 4:3 Северная Ирландия
- Уэльс 4:2 Шотландия
- Ирландия 4:3 Китай
- Северная Ирландия 4:2 Англия
- Уэльс 4:0 Мальта
- Шотландия 4:0 Таиланд

### Полуфиналы
- Шотландия 5:0 Северная Ирландия
- Ирландия 5:1 Уэльс

### Финал
- Шотландия 6:2 Ирландия

Матчи из 1 фрейма
- -  Стивен Хендри 105-17 Кен Доэрти 
  -  Алан Макманус 81-56 Фергал О'Брайен 
  -  Джон Хиггинс 16-85 Майкл Джадж 
  -  Стивен Хендри/Джон Хиггинс 37-73 Кен Доэрти/Фергал О'Брайен 
  -  Алан Макманус 44-11 Кен Доэрти 
  -  Джон Хиггинс 58-47 Фергал О'Брайен 
  -  Стивен Хендри 87-0 Майкл Джадж 
  -  Джон Хиггинс 67-26 Кен Доэрти